# American Petroleum Institute
El Instituto Estadounidense del Petróleo (American Petroleum Institute), conocido comúnmente como API, es la principal asociación comercial de EE. UU., representando cerca de 400 corporaciones implicadas en la producción, el refinamiento, la distribución, y muchos otros aspectos de la industria del petróleo y del gas natural. Esta asociación se refiere a menudo como AOI (en inglés, The American Oil Industry) o industria del petróleo estadounidense. Las principales funciones de la asociación a nombre de la industria incluyen la defensa, negociación con las agencias gubernamentales, asuntos legales, y negociación con organismos reguladores; investigación de efectos económicos, toxicológicos, y ambientales; establecimiento y certificación de los estándares de la industria, y programas de acercamiento a la comunidad a través de la educación.

## Defensa
El API representa a la industria petrolera estadounidense ante los legisladores y políticos responsables de las políticas referidas al cambio climático, al calentamiento global, los impuestos y comercio, exploraciones en busca de petróleo y seguridad nacional. La asociación apoya "un régimen de impuestos federal predecible y fiable", incrementar la perforación y la exploración en suelo de los EE. UU. y fuera de sus fronteras, y la ampliación de la protección contraataques del terrorista focalizado en la infraestructura de la industria, protección que incluye tanto la evasión de leyes ambientales como la acción de impedir el acceso público a información sensible relacionada con la seguridad nacional por parte de la sociedad.
La organización tiene una gran influencia en Estados Unidos. En 2018, lidera una exitosa campaña para desregular las actividades procedentes del petróleo y el gas, incluyendo las normas de emisión de metano.

## Investigación
El API financia y conduce la investigación relacionada con muchos aspectos de la industria petrolera. La asociación ha sido foco de constantes críticas luego de promover una investigación que contradice la opinión de que el uso de los productos de petróleo es el principal motivo del cambio climático, así como tener el apoyo de investigadores que carecen de las credenciales científicas apropiadas.